# Pseudobunocephalus quadriradiatus
Pseudobunocephalus quadriradiatus är en fiskart som först beskrevs av Mees, 1989.  Pseudobunocephalus quadriradiatus ingår i släktet Pseudobunocephalus och familjen Aspredinidae. Inga underarter finns listade i Catalogue of Life.